# Guacara
Guacara is een gemeente in de Venezolaanse staat Carabobo. De gemeente telt 194.000 inwoners. De hoofdplaats is Guacara. Het dorp Yagua ligt in de gemeente.